# Tang Xuanzong (Li Longji)
Tang Xuanzong (chiń. 唐玄宗, imię prywatne Li Longji, chiń. 李隆基; ur. 8 września 685, zm. 3 maja 762) – cesarz Chin z dynastii Tang, panujący w latach 712–756.

## Życiorys
Był synem cesarza Tang Ruizonga i wnukiem cesarzowej Wu Zetian. W 710 doprowadził do przywrócenia ojca na tron, a po jego abdykacji w 712 roku sam został cesarzem.
Okres panowania Xuanzonga zapisał się w historii Chin jako okres rozkwitu kultury lecz jednocześnie ruiny państwa w sferze polityczno-gospodarczej. Za rządów Xuanzonga dzięki mecenatowi cesarskiemu nastąpił bujny rozkwit malarstwa i piśmiennictwa. Założono też Akademię Hanlin. Pogorszyła się natomiast sytuacja chłopów, przy jednoczesnym wzmocnieniu arystokracji. Podniesione zostały podatki, a w armii główną rolę zaczęli odgrywać najemnicy, co doprowadziło do zmniejszenia roli wojska tworzonego z poboru chłopów. Pod koniec panowania Xuanzonga doszło do wojny z Arabami, zakończonej przegraną przez Chińczyków bitwą nad rzeką Tałas w 751 roku, która spowodowała utratę przez Chiny kontroli nad jedwabnym szlakiem. Na północy wzrosło zagrożenie ze strony ludów koczowniczych, głównie Kitanów. Sam cesarz nie poświęcał uwagi sprawom państwa, oddając faktyczną władzę w ręce wpływowych dworzan. Na dworze szerzyła się korupcja i zepsucie, których symbolem stała się wszechwładna cesarska konkubina Yang Guifei.
W 755 roku wybuchła skierowana przeciwko cesarzowi rebelia pod dowództwem An Lushana. Nieudolny Xuanzong nie potrafił zorganizować obrony, w efekcie czego wojska buntowników zagroziły stolicy. Cesarz zbiegł do Chengdu i abdykował na rzecz syna, Suzonga.